# 晏家街道
晏家街道，是中华人民共和国重庆市长寿区下辖的一个乡镇级行政单位。

## 行政区划
晏家街道下辖以下地区：
中心路社区、查家湾社区、朱家岩社区、晏兴社区、曹家堡社区、晏中路社区、晏家社区、石盘村、石门村、沙溪村、沙塘村、白石村、金龙村、龙门村、十字村和三观村。